# Paso de la Cruz (Georgia)
El Paso de la Cruz o Paso de Jvari o Paso de Gudauri (en georgiano: ჯვრის უღელტეხილი, jvris ugheltejili) es un puerto de montaña georgiano en la carretera militar georgiana (Vladikavkaz-Tiflis, ს-3 -S3). Está situado a 2 379 m de altura y cruza la Cordillera Principal del Cáucaso. Conecta los valles del río Térek y del río Aragvi. Al oeste del puerto se halla la meseta volcánica de Keli.

## Historia
El nombre de este puerto de montaña fue impuesto en 1824, al erigirse una cruz de piedra para señalar el punto de paso, que vería pasar a Aleksandr Pushkin, Aleksandr Griboyédov y Mijaíl Lérmontov. Es denominado de Gudauri por la localidad cercana, actualmente un conocido balneario para la práctica del esquí de montaña. Se conoce como paso de Jvari por el monasterio cercano.
En 1837 se intentó crear una variante que sorteara el paso de la Cruz por los desfiladeros de Gudamakar y Gudushauri y el paso Kvenatsk pero, tras los estudios pertinentes, en 1847 se decidió seguir la ruta inicial.